# Gems TV

Logo des ersten Gems TV

GemsTV war ein in Grünwald ansässiger Teleshopping-Sender, der vom 1. Oktober 2012 bis zum 18. Dezember 2012 täglich 20 Stunden digital über Astra gesendet hat. In der Zeit von 6 bis 14 Uhr sendete der Sender zudem ein Fenster auf den Frequenzen von Channel 21. Angeboten wurden Schmuckstücke aller Art. Betreiber war die GemsTV Germany GmbH, die nach dem gleichen Prinzip wie Gems TV in Großbritannien verkauft. Gems TV war ein Tochtersender von Channel 21.
Am 18. Dezember 2012 stellte Gems TV seinen Betrieb aufgrund von nicht erreichten Umsatzzielen ein. Es war bereits der zweite gescheiterte Versuch von Gems TV in Deutschland, nachdem das erste Gems TV mit einem neuen Eigentümer in Juwelo TV aufging.

## Verkaufsprinzip
Die Produkte konnten ausschließlich erworben werden, während diese vom Moderator präsentiert wurden. Dieses Prinzip wird unter anderem auch von 123tv praktiziert und unterscheidet diese Sender von anderen Teleshopping-Programmen wie HSE oder QVC, bei denen die präsentierten Produkte generell auch nach der Präsentation gekauft werden können.
Das Prinzip ähnelt einer absteigenden Auktion mit fallenden Preisen. Aus rechtlichen Gründen ist der korrekte Name jedoch „Kauf gegen Gebot“, wie bei allen Teleshopping-Sendern, da Auktionen bzw. Versteigerungen im deutschen Fernsehen nicht gestattet sind.